# هاماگوری
هاماگوری (نام علمی: Meretrix lusoria) نام یک گونه از راسته صدف‌های سفت‌پوسته است.